# WHAT A BEAUTIFUL NAME
『WHAT A BEAUTIFUL NAME（ホワット・ア・ビューティフル・ネーム）』とは、1999年10月21日に発売されたゴダイゴの9枚目のオリジナル・アルバムである。2022年現在、ゴダイゴの最新オリジナル・アルバムである。

## 解説
- 品番はCOCP-30687。
- 1999年に3ヶ月限定で活動再開したゴダイゴが出したオリジナル・アルバムで、1984年発売の『ONE DIMENSION MAN』以来15年ぶりのリリースとなった。
- 『国際児童年』から20周年ということで、テーマ・ソングにもなった「BEAUTIFUL NAME」のセルフ・カバーが収録されている。
- ゴダイゴのオリジナル・アルバムとしては、日本語詞曲が最も多く収録されている。
- 同年11月5日にはこのアルバムからのシングルカットとして、『JAVA WA JAVA 〜IN THE BOOK OF GODIEGO〜』がリリースされた。

## 収録曲
1. GATEWAY TO THE DRAGON ~NEW BEAT~（ゲイトウェイ・トゥ・ザ・ドラゴン〜ニュー・ビート〜）
  - 作詞・作曲・編曲:ミッキー吉野
    - もともとはミッキーのソロ・シングル『RETURN TO CHINA』に収録されていたもの。
2. VISIONS OF LOVE（ヴィジョンズ・オブ・ラヴ）
  - 作詞:トミー・スナイダー　作曲:タケカワユキヒデ　編曲:ミッキー吉野
    - 全詞英語曲。日本語版題名は「JAVA WA JAVA ~IN THE BOOK OF GODIEGO~（ジャヴァ・ワ・ジャヴァ〜イン・ザ・ブック・オブ・ゴダイゴ〜）」（作詞：山上路夫）である。
3. MY SUNSHINY DAY（マイ・サンシャイニー・デイ）
  - 作詞・作曲・編曲:ミッキー吉野
4. SHE NEEDS HER DADDY（シー・ニーズ・ハー・ダディ）
  - 作詞:スティーヴ・フォックス　作曲・編曲:ミッキー吉野
    - 全詞英語曲。
5. FOREVER〜いつまでも　I LOVE YOU〜（フォーエヴァー〜いつまでも　アイ・ラヴ・ユー〜）
  - 作詞:奈良橋陽子、タケカワユキヒデ　作曲:タケカワユキヒデ　編曲:ミッキー吉野
6. ANGELS ARE WATCHING OVER YOU（エンジェルス・アー・ウォッチング・オーヴァー・ユー）
  - 作詞:スティーヴ・フォックス　作曲:タケカワユキヒデ　編曲:ミッキー吉野
    - 全詞英語曲。
7. RETURN TO CHINA（リターン・トゥ・チャイナ）
  - 作詞・作曲・編曲:ミッキー吉野
    - 全詞英語曲。もともとはミッキーのソロ・シングル『RETURN TO CHINA』に収録されていたもので、そのシングル・ヴァージョンもゴダイゴのベスト・アルバム『Godiego Single Collection』に収録されていた。
8. SILENT（サイレント）
  - 作詞・作曲:浅野孝已　編曲:ミッキー吉野
9. RULE OF THE GAME（ルール・オブ・ザ・ゲーム）
  - 作詞・作曲:トミー・スナイダー　編曲:ミッキー吉野
    - 全詞英語曲。
10. THE BROKEN HEARTED（ブロークン・ハーテッド）
  - 作詞:タケカワユキヒデ、トミー・スナイダー　作曲:タケカワユキヒデ　編曲:ミッキー吉野
11. LOVE'S A JOURNEY（ラヴス・ア・ジャーニー）
  - 作詞:トミー・スナイダー　作曲・編曲:ミッキー吉野
    - 全詞英語曲。
12. WE'VE GOT TO GIVE THE EARTH A CHANCE（地球を我が手に）
  - 作詞:トミー・スナイダー、タケカワユキヒデ　作曲:トミー・スナイダー　編曲:ミッキー吉野
13. BEAUTIFUL NAME (NEW VERSION)（ビューティフル・ネーム (ニュー・ヴァージョン)）
  - 作詞:奈良橋陽子、伊藤アキラ　作曲:タケカワユキヒデ　編曲:ミッキー吉野
14. NICE TO SEE YOU ONCE MORE（久しぶり　マイ・フレンド）
  - 作詞:タケカワユキヒデ、トミー・スナイダー　作曲:浅野孝已　編曲:ミッキー吉野